# Tim Sneller
Timothy P. "Tim" Sneller (sinh ngày 20 tháng 6 năm 1956) là một chính khách người Mỹ, người đã phục vụ trong Hạ viện Michigan từ năm 2017, đại diện cho Quận 50 với tư cách là thành viên của Đảng Dân chủ Hoa Kỳ.
Trước khi được bầu vào cơ quan lập pháp, Sneller đã làm việc trong đội ngũ nhân viên lập pháp của nhiều đại diện tiểu bang và thượng nghị sĩ trong khu vực Hạt Genesee.
Ông được bầu lần đầu tiên trong cuộc bầu cử năm 2016, và được tái đắc cử nhiệm kỳ thứ hai vào năm 2018. Trong nhiệm kỳ đầu tiên của mình, ông đã đưa ra một dự luật cấm đốt chó không trị liệu, và là người ủng hộ dự luật cấm liệu pháp chuyển đổi LGBT của Adam Zemke.
Ông công khai là người đồng tính.